# Waldfriedhof Burbach (Saarbrücken)

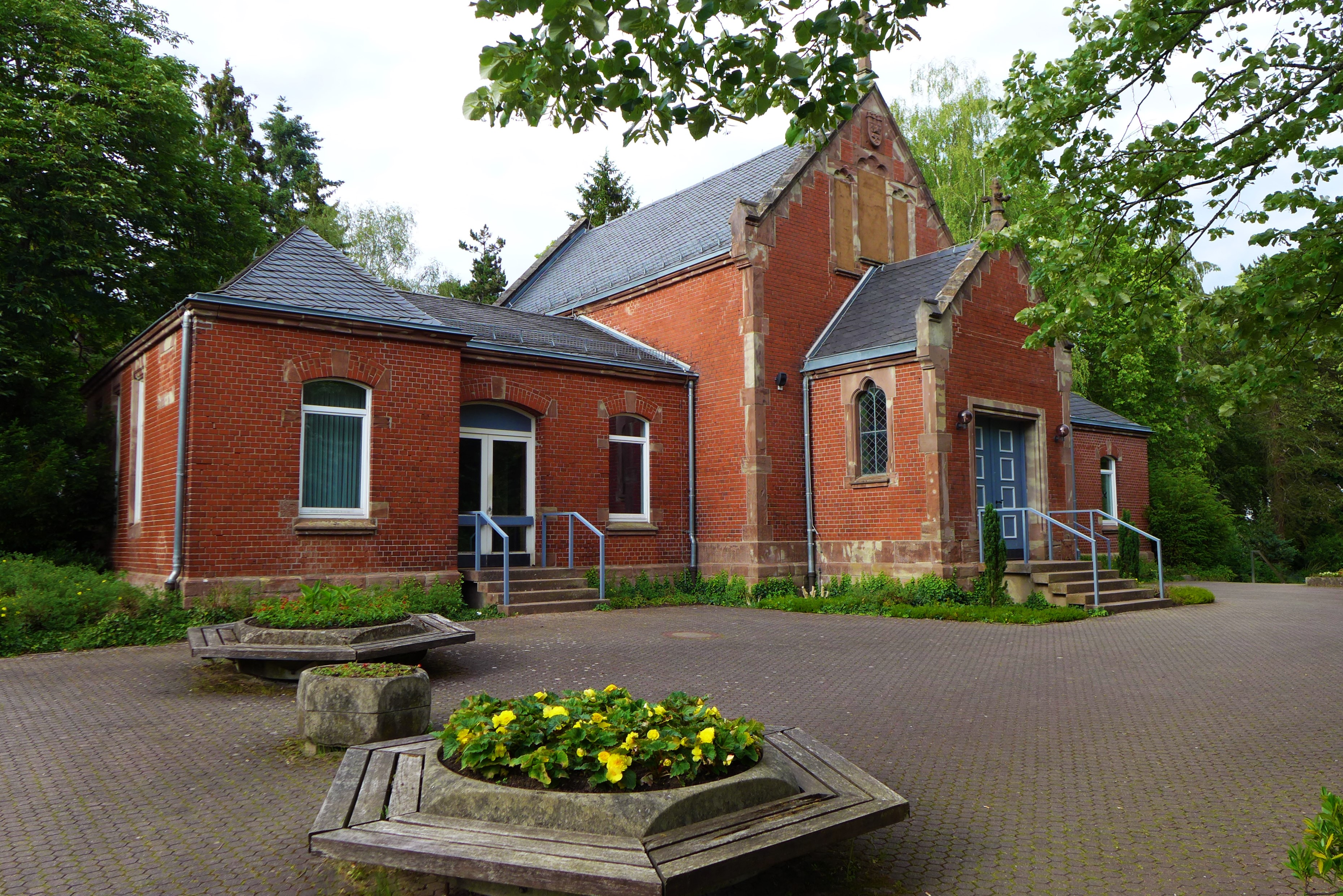
Waldfriedhof Burbach, Friedhofskapelle mit Nebenräumen

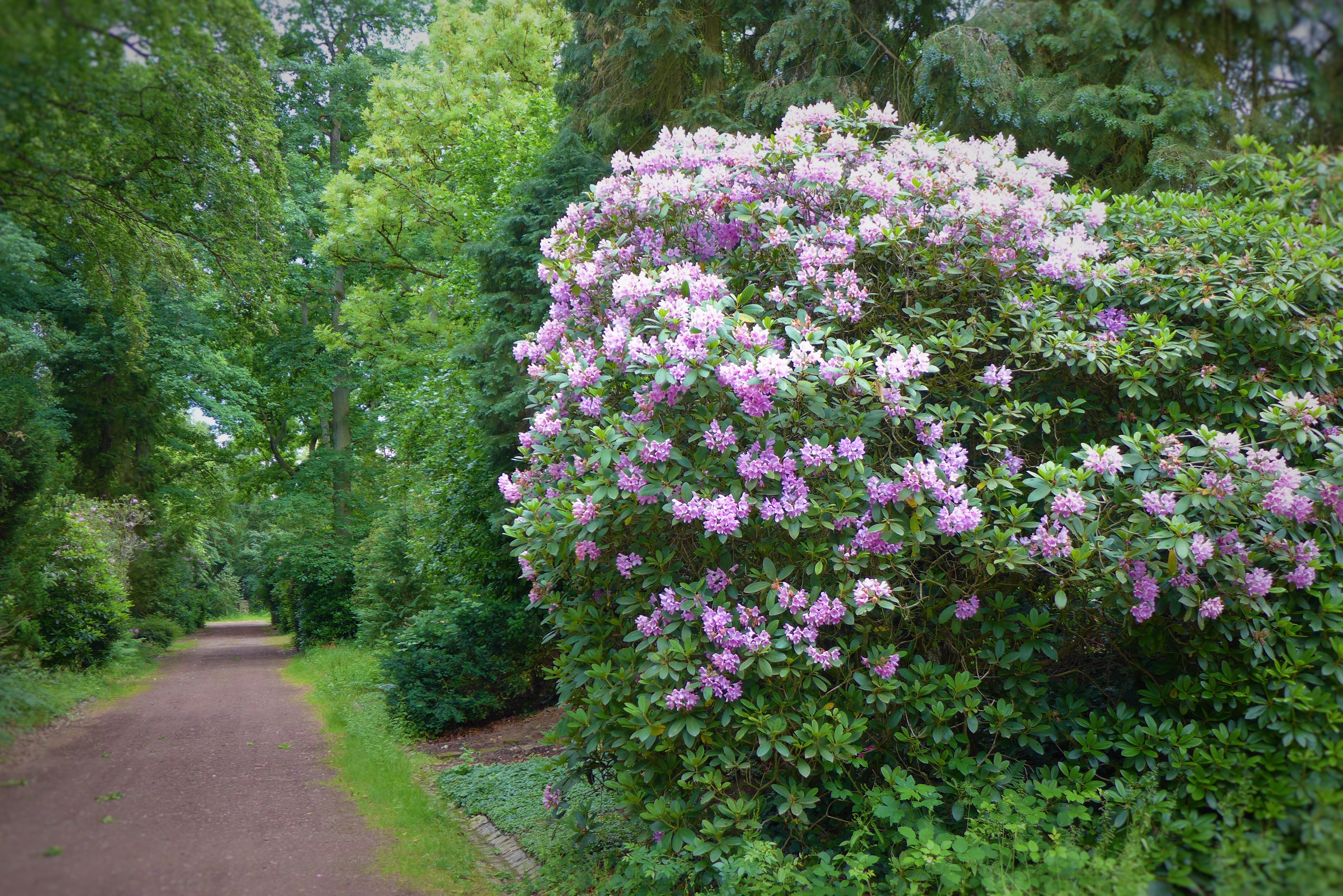
Parkartige Anlage des Friedhofsgeländes

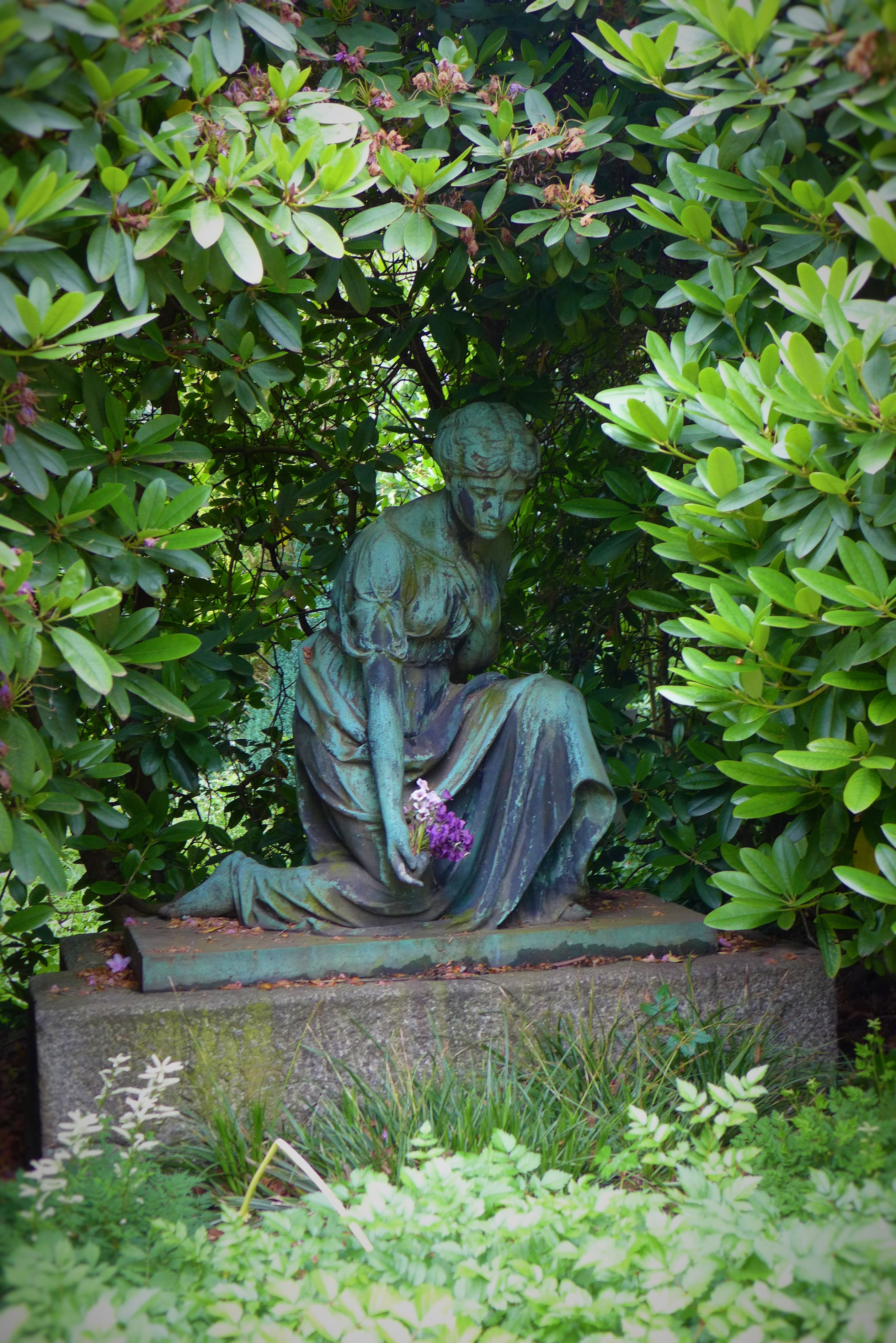
Plastik „Trauernde“ am Eingang Hubert-Müller-Straße

Der Waldfriedhof Burbach ist ein Friedhof in der saarländischen Landeshauptstadt Saarbrücken. Er wurde im Jahr 1875 als Friedhof der damals selbständigen Stadt Malstatt-Burbach auf der Gemarkung Burbachs eröffnet. Die Begräbnisstätte ist mit einer Fläche von 28,5 Hektar aktuell der zweitgrößte Friedhof der Stadt Saarbrücken. Er befindet sich noch in Belegung. 

## Geschichte und Anlage
Ursprünglich war der Burbacher Waldfriedhof als gering dimensionierte rechteckige Friedhofsanlage konzipiert, doch schon bald reichte, bedingt durch die Bevölkerungsexplosion im aufstrebenden Industriestandort Burbach, die Belegungsfläche nicht mehr aus. So kam es in den Jahren 1885 und 1901 zu Flächenerweiterungen. Die heutige neogotische Leichenhalle sowie das Friedhofsgärtnerhaus am Eingangsbereich entstanden in den Jahren von 1903 bis 1905. Dabei dehnte man die Friedhofsfläche weiter in Richtung Hubert-Müller-Straße aus. In den Jahren des Ersten Weltkrieges erfolgte eine Erweiterung des Friedhofes in nördlicher Richtung. Zu dieser Zeit wurden die meisten Bestattungen innerhalb der Stadt Saarbrücken auf dem Burbacher Friedhof vorgenommen. Der ab 1914 neu entstehende Hauptfriedhof Saarbrücken wurde dagegen von der Bevölkerung zunächst zurückhaltender angenommen. Der heutige Hauptfriedhof fungierte zunächst als Begräbnisstätte für gefallene Soldaten des Ersten Weltkrieges. Erst im Jahr 1916 war der für die Beisetzungen von Zivilpersonen freigegeben worden. Im Folgejahr 1917 wurden die innerstädtischen Friedhöfe in St. Johann und Alt-Saarbrücken für die Belegung mit neuen Grabstätten geschlossen.

## Ehrengräber

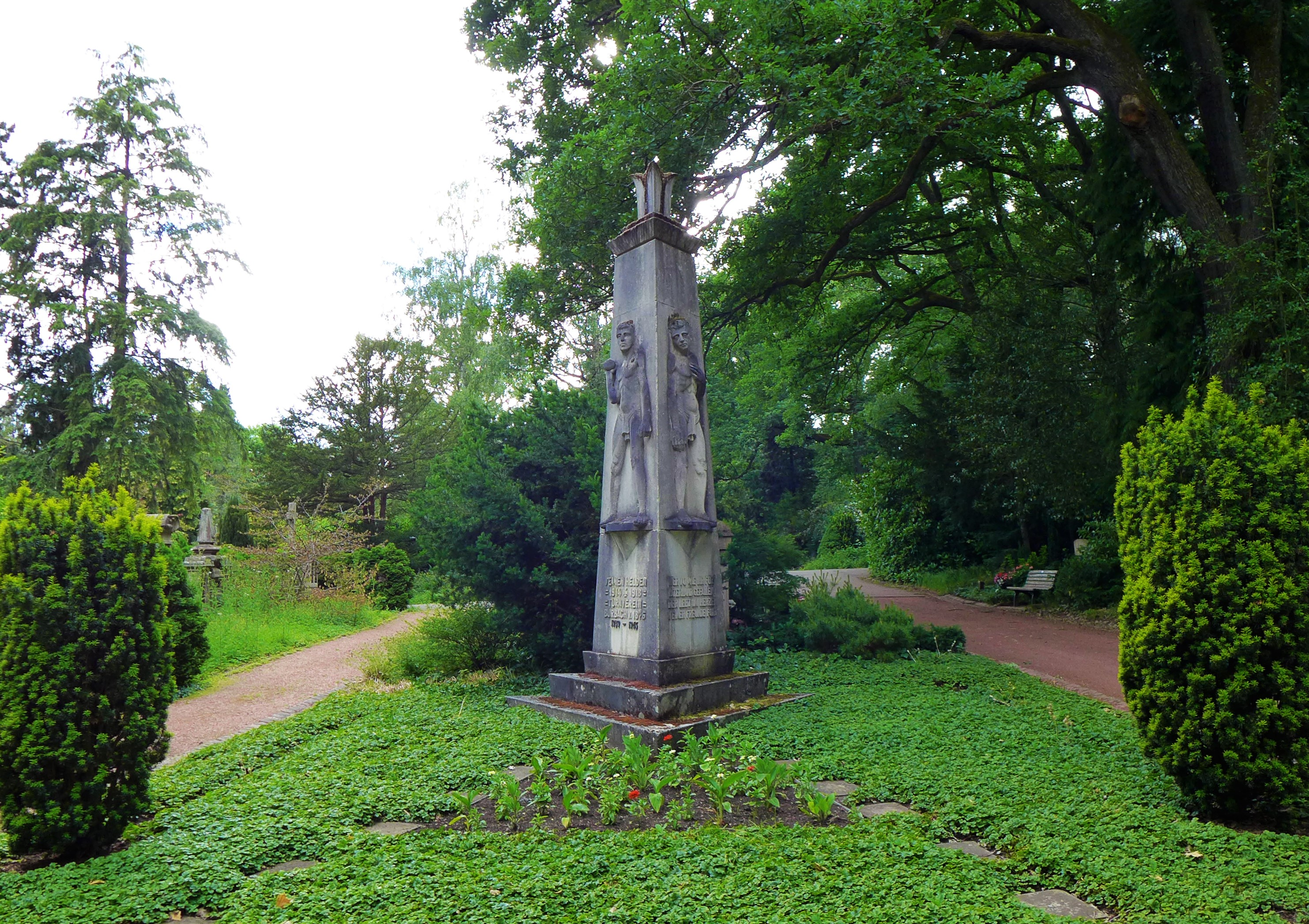
Turnerdenkmal

Auf dem Burbacher Waldfriedhof befinden sich zwei Grabbereiche für die Toten der beiden Weltkriege des 20. Jahrhunderts. Im Feld 46 wurde ein eigener Ehrenfriedhofsbereich für die Kriegsopfer des Zweiten Weltkrieges eingerichtet. Der Burbacher Turnerbund errichtete im Jahr 1926 im Gedenken an die Opfer des Ersten Weltkrieges unter seinen Mitgliedern das sogenannte „Turnerdenkmal“, einen steinernen Obelisken.
Auf dem Burbacher Waldfriedhof sind unter anderem folgende Persönlichkeiten und Ehrenbürger bestattet:
- Heinrich Barth (1895–1949), Landtagsabgeordneter und Bürgermeister, beigesetzt in Feld 27.
- Egon Reinert (1908–1959), ehemaliger Ministerpräsident, beigesetzt in Feld 45.
- Hermann Neuberger (1919–1992), ehemaliger DFB-Präsident, beigesetzt in Feld 28.
- Fritz Zolnhofer (1896–1965), Saarbrücker Künstler, Ehrengrab in Feld 28
- Trudeliese Schmidt (1942–2004), Opernsängerin
- Gemeinschaftsgrabanlagen der Schwestern vom Heiligen Geist und katholischer Priester, Feld 34.

## Projekt Urban I
Der Burbacher Waldfriedhof spiegelt dem heutigen Besucher die Friedhofskultur der Zeit um 1900. Die historisch wertvollen Grabmale, darunter Ehrenmale für Direktoren der Burbacher Hütte, für Werkmeister, Bergarbeiter oder Gastwirte, wurden vom Amt für Stadtgrün und Friedhöfe (ehemals Friedhofs- und Bestattungsbetrieb) im Rahmen des EU-Förderprogramms URBAN I in den Jahren 1999–2001 restauriert. Die Arbeiten wurden durch die Steinmetz-, Stein- und Holzbildhauerinnung des Saarlandes, die Landwirtschaftskammer des Saarlandes, den saarländischen Landesverband Gartenbau (Fachgruppe Friedhofsgärtner) sowie die Treuhandstelle saarländischer Friedhofsgärtner ausgeführt.
Neben der Restaurierung der Grabmale wurde auch eine Neugestaltung der Grabfelder sowie Wegebau- und Ausbauarbeiten durch Umschüler des Berufes „Landschaftsgärtner“ des Ausbildungszentrums Burbach unter der Leitung des Amtes für Stadtgrün und Friedhöfe durchgeführt. 
Der Waldfriedhof Burbach belegte im Jahr 2014 im Rahmen des unabhängigen Branchenpreises „Bestattungen.de-Award“, der seit 2011 jährlich vergeben wird, Platz 12 der schönsten Friedhöfe Deutschlands. Die Verleihung erfolgte in Kooperation mit dem 2. Friedhofskulturkongress in Bad Windsheim. Die Jury bestand aus Vertretern der Evangelischen Kirche, der Trauerbegleitung, der Friedhofsgestaltung sowie der Bestattungsbranche. Der Fachkongress zur Friedhofskultur bemüht sich um den Erhalt und die Weiterentwicklung der Friedhofskultur und wird in Kooperation mit der Evangelischen Kirche ausgerichtet.